# HR 2948
HR 2948, auch als HD 61555 oder k1 Puppis bezeichnet, ist ein Hauptreihenstern der Spektralklasse B6 im Sternbild Puppis. Etwa 9,9 Bogensekunden von HR 2948 entfernt liegt bei Positionswinkel 318° der nur wenig dunklere Stern HR 2949. Das Paar bildet zusammen einen optischen Doppelstern, der als k Puppis bekannt ist.